# 荻窪用水

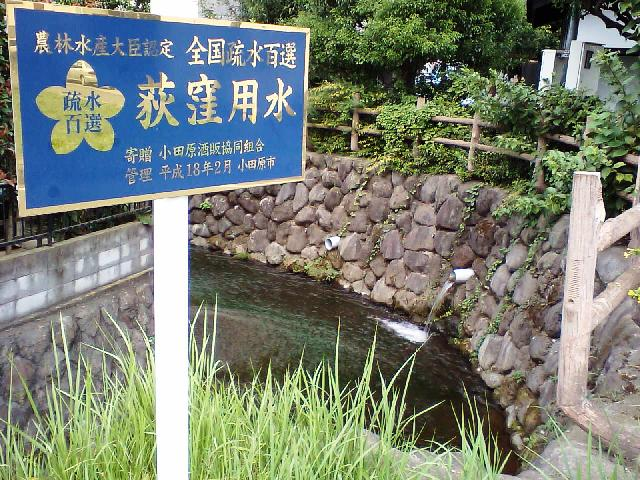
荻窪用水
小田原市荻窪の「めだかの学校」付近

荻窪用水（おぎくぼようすい）は、神奈川県足柄下郡箱根町で早川から取水し、小田原市荻窪へと流れる全長約10.3kmの用水路である。湯本堰、荻窪堰等とも呼ばれる。

## 概要
箱根町湯本（標高約106.3m）にあるローリングダムで取水。水路は大小17個のトンネルとその間の掘割により構成され、小田原市入生田、風祭、板橋、水之尾等の地区を経て、小田原駅の北にある荻窪地区（標高約95.5m）へと至る。灌漑用の他、途中の山崎発電所において水力発電にも用いられている。
2011年に土木学会選奨土木遺産に選ばれる。

## 成立の経緯
小田原市荻窪地区は、江戸時代は足柄下郡荻窪村であった。水田のない貧村で、村民はこの地に水を得て水田を開くことを願望していた。そこへ、足柄上郡川村（現:神奈川県足柄上郡山北町）の百姓・川口広蔵が農閑期の行商で荻窪村へ現れた。広蔵は、大工職を副業とし、足柄上郡の灌漑工事でもある瀬戸堰の建設にも参加したことから土木技術の知識もあり、村民の願いを聞くと、早川からの水路開削を決意する。水路が通ることになる足柄下郡入生田村、風祭村、板橋村、水之尾村の村民も参加する五ヶ村共同事業として、1782年（天明2年）工事が開始された。
工事は難航し、事故による犠牲者も出たが、20年後の1802年（享和2年）に完成。五ヶ村に合計70町歩の水田が開けた。広蔵はこの献身的な工事の指導により名主格に取り立てられた。用水は灌漑の他、水車による精米にも利用された。
用水はその後、1923年（大正12年）の関東大震災により大崩壊の被害に遭うものの修復が行われ、1925年の6月には復旧する。しかし、用水には土砂の流入が多く、その堰ざらいに苦労すること、また取水口の堰は蛇籠に玉石を入れたものを積み上げたものであるため、早川が洪水し堰が決壊した後の復旧に人手がかかること等、用水の維持は五ヶ村の村民にとって大きな負担となっていた。
そこへ、箱根登山鉄道から用水の発電利用の話が持ち上がる。用水路の改修、維持は会社がやり経費も負担する代わりに、水量の半分以上を発電に利用させてもらうというものであった。こうして1937年（昭和12年）、山崎発電所が完成。取水口の堰もローリングダムに変わり、水路のトンネルも内部にコンクリートを巻いたものに改修された。
1957年（昭和32年）、荻窪地区に広蔵の功績を称える記念碑が建てられた。現在でも荻窪地区には彼岸の時に「広蔵念仏」を唱える習慣があるという。

## 山縣水道
1907年（明治40年）に政治家・山縣有朋が当時の足柄下郡大窪村板橋に別荘「古稀庵」を営むと、その別荘の庭園に用いる水源として、荻窪用水の風祭から取水して古稀庵へと送水する「山縣水道」と呼ばれる私設水道が造られた。

## めだかの学校

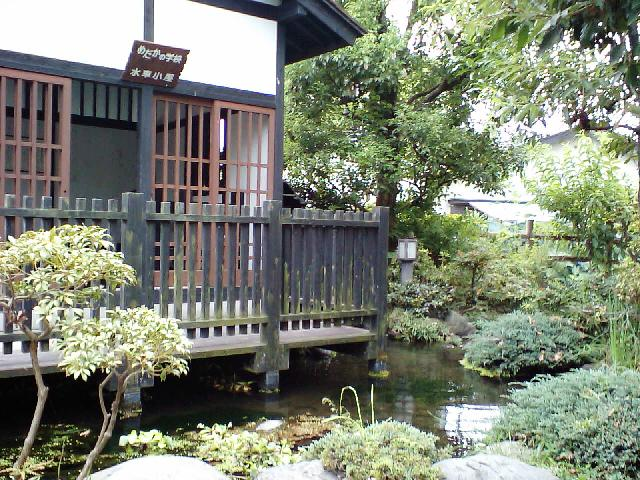
めだかの学校
小田原市荻窪の用水脇にある。

童謡『めだかの学校』は、童話作家の茶木滋がこの荻窪用水をモデルに作詞したといわれている。1996年（平成8年）に小田原市が、荻窪地区の用水の脇に憩いの場としてメダカを放流した「めだかの学校」を開校した。